# Alisma
Alisma es un género de plantas acuáticas de la familia Alismataceae. Comprende 105 especies descritas y de estas, solo 11 aceptadas.

## Descripción
El género consiste en plantas acuáticas con hojas flotantes o sumergidas, encontrándose en gran variedad de espacios acuáticos en casi todos los lugares del mundo. Las flores son hermafroditas y se agrupan en inflorescencias, racimos o umbelas. Las flores de  Alisma tienen seis estambres, numerosos carpelos libres en una singular cabeza floral, cada uno con un óvulo. Los frutos son aquenios.

## Taxonomía
El género fue descrito por Carlos Linneo y publicado en Species Plantarum 1: 342. 1753. La especie tipo es: Alisma plantago-aquatica
Etimología
Alisma: nombre genérico de un nombre griego de una planta de agua.

## Especies aceptadas
A continuación, se brinda un listado de las especies del género Alisma aceptadas hasta octubre de 2014, ordenadas alfabéticamente. Para cada una se indica el nombre binomial seguido del autor, abreviado según las convenciones y usos.
- Alisma bjoerkqvistii Tzvelev
- Alisma canaliculatum
- Alisma gramineum
- Alisma juzepczukii Tzvelev
- Alisma lanceolatum
- Alisma nanum
- Alisma plantago-aquatica
- Alisma rhicnocarpum Schotsman
- Alisma subcordatum
- Alisma triviale
- Alisma wahlenbergii